# Brzozowica Duża
Brzozowica Duża (prononciation [bʐɔzɔˈvit͡sa ˈduʐa]) est un village de la gmina de Kąkolewnica du powiat de Radzyń Podlaski dans la voïvodie de Lublin, situé dans l'est de la Pologne.
Il se situe à environ 19 kilomètres au nord de Radzyń Podlaski (siège du powiat) et 78 kilomètres au nord de Lublin (capitale de la voïvodie).
Le village compte approximativement une population de 1 200 habitants.

## Histoire
De 1975 à 1998, le village est attaché administrativement à la voïvodie de Biała Podlaska.

Depuis 1999, il fait partie de la nouvelle voïvodie de Lublin.